# População

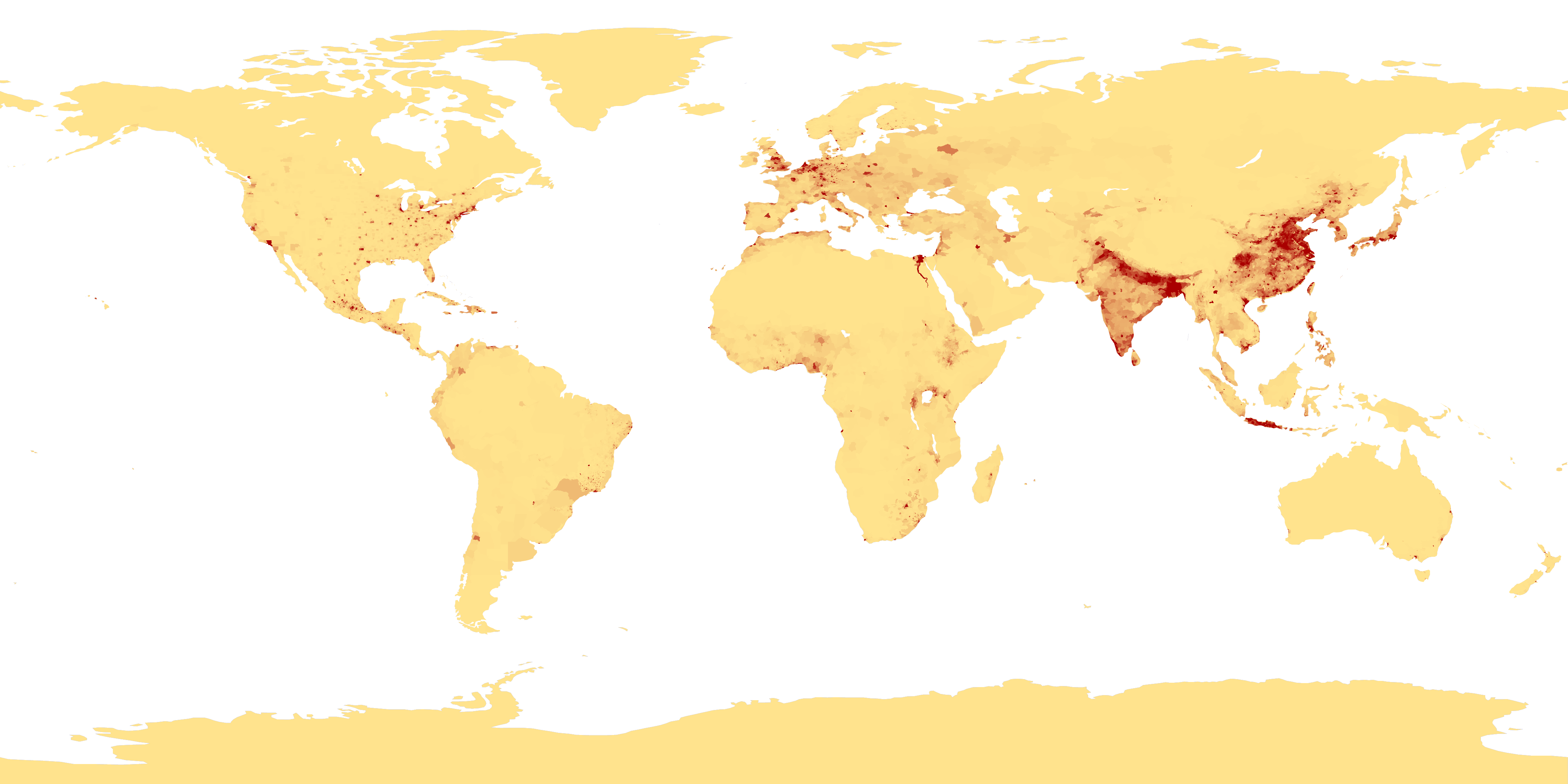
A distribuição da população mundial humana em 1994 (KM² por pessoa, da cor amarela até o vermelho escuro: 0 ... 350 ...700)

O termo população tem, consoante a disciplina a que se refere, distintas definições. Em Biologia, define-se como um conjunto de indivíduos de mesma espécie que vivem numa mesma área em um determinado período. Em Sociologia define-se como um conjunto de pessoas adscritas a um determinado espaço, num dado tempo. Em Estatística define-se população como o conjunto de todos os elementos ou resultados sob investigação.

## Demografia global
Em 2012, a proporção global de sexos era de aproximadamente 1,01 homens para 1 mulher. O maior número de homens é possivelmente devido aos desequilíbrios sexuais significativos evidentes nas populações indiana e chinesa. Aproximadamente 26,3% da população global tem menos de 15 anos, enquanto 65,9% tem entre 15 e 64 anos e 7,9% tem 65 anos ou mais. A idade média da população mundial foi estimada em 29,7 anos em 2014, e espera-se que aumente para 37,9 anos em 2050.
De acordo com a Organização Mundial da Saúde, a expectativa de vida média global é de 71,4 anos em 2015, com as mulheres vivendo em média 74 anos e os homens aproximadamente 69 anos. Em 2010, a taxa global de fertilidade foi estimada em 2,52 filhos por mulher. Em junho de 2012, pesquisadores britânicos calcularam o peso total da população humana da Terra em aproximadamente 287 milhões de toneladas, com a pessoa média pesando cerca de 62 kg (137 lb).
Os chineses Han são o maior grupo étnico único do mundo, constituindo mais de 19% da população global em 2011. [86] As primeiras línguas mais faladas no mundo são chinês mandarim (falado por 12,4% da população mundial), espanhol (4,9%), inglês (4,8%), árabe (3,3%) e hindi (2,7%). A maior religião do mundo é o Cristianismo, cujos adeptos representam 31,4% da população global; o Islã é a segunda maior religião, respondendo por 24,1%, e o Hinduísmo a terceira, respondendo por 13,8%. Em 2005, cerca de 16% da população global foi relatada como não religiosa.

## Biologia
As populações de seres vivos são estudadas em particular em Biologia populacional e Genética de populações, ramos da Ecologia.
Na biologia, o termo população é utilizado para descrever um grupo de indivíduos de uma espécie. Em ecologia, pode-se entender a expressão indivíduo, com base na classificação de organismos, os quais podem ser unitários ou modulares.
Uma espécie pode incluir uma ou mais populações separadas. Uma população pode consistir em apenas alguns indivíduos ou em milhões deles, desde que esses indivíduos de facto produzam descendência. Um grupo de indivíduos que não se pode reproduzir não constitui uma população. Assim, por exemplo, as últimas 10 andorinhas da subespécie Ammodramus maritimus nigrescens, nativa do Sul dos Estados Unidos, não constituíam uma verdadeira população, pois eram todas machos.
Embora os indivíduos de uma população possam estar limitados a se reproduzir entre si devido ao isolamento físico, biologicamente podem reproduzir-se com todos os outros membros da espécie ou subespécie.
A densidade populacional corresponde ao número de indivíduos por unidade de área.
A capacidade máxima de uma área geográfica representa a população máxima que a área pode suportar devidamente.
Os principais processos que modificam o tamanho populacional são: natalidade, mortalidade e os movimentos para dentro e para fora dos limites populacionais.
- Natalidade: consiste na produção de novos indivíduos por unidade de tempo. A produção pode ser visível através de nascimentos,postura de ovos, germinação ou fissão celular. Nesse contexto, relacionados ainda a esse fator, temos  a questão da fertilidade e da fecundidade; ambas referem-se à performance real de uma população e estão baseadas no número de nascimentos bem-sucedidos.[15]
- Mortalidade: primeiramente deve-se levar em conta o fato de que no ramo da ecologia, é muito raro encontrar uma população na qual a maioria dos indivíduos esteja morrendo por senescência. Dessa maneira, grande parte dos indivíduos é predada, sofre doenças ou não escapa de catástrofes naturais. A taxa de mortalidade pode ser estimada diretamente no campo, pela técnica de marcação e recaptura ou por tabelas de vida do tipo horizontal, e nos laboratórios, pelas tabelas de vida do tipo vertical.[15]

Em ecologia, há modos de abordagem no estudo de populações, os quais se resumem em três tipos: abordagem descritiva, funcional e evolutiva.
- Abordagem Descritiva: baseia-se na descrição do mundo natural, principalmente de grupos vegetacionais e faunísticos.
- Abordagem Funcional: prioriza mecanismos que podem ser considerados como causas imediatas, que possuem uma ação sobre as dinâmicas das populações e condições ambientais.
- Abordagem Evolutiva: visa a análise dos mecanismos remotos que explicam o comportamento das populações.[16]

É necessário entender, que na natureza os indivíduos além de pertencerem a mesma população, eles fazem parte também de um conjunto formado por diversas populações constituídas por outros organismos de diferentes espécies; que estão interligados por relações ecológicas, formando um complexo chamado de comunidade.
Neste caso, a ecologia de comunidades procura analisar o modo como as populações de espécies são distribuídas na natureza, e as maneiras pelas quais esses agrupamentos podem ser influenciados, pelo ambiente abiótico e pelas interações com populações de espécies diferentes. Nesse sentido, com base no que foi abordado, sabemos então que uma comunidade é composta por indivíduos e populações, mas no estudo deste agrupamento podemos utilizar o termo “propriedades coletivas” para se referir a diversidade de espécies ou a biomassa da comunidade.
O entendimento sobre a distribuição e abundância das espécies de uma população ou comunidade envolve um conjunto de fatores complexos, dentre eles destaca-se os “limites de tolerância”.
Pode-se compreender como “limites de tolerância”, o que se refere as condições ambientais e aos recursos que influenciam o funcionamento dos organismos vivos. Desse modo, a ação dos organismos pode apresentar níveis ótimos de desempenho, os quais se encontram ligados ao ponto evolutivo, envolvendo aqueles que melhor sobrevivem e deixam o maior número de descendentes.
Quando o assunto é crescimento populacional, em ecologia há dois modelos matemáticos que são bastante utilizados pelos ecólogos; neste caso os modelos exponenciais e logísticos.
- Crescimento Exponencial
  - Para aplicar esse modelo, é preciso levar em conta certas condições, como: analisar uma única população, a qual deve está isolada e se encontrar em um ambiente simples. Nesse sentido, outro ponto importante está ligado a questão que considera o modelo exponencial independente da densidade, ou seja, os processos populacionais não são afetados pela densidade (ou tamanho) corrente da população.
  - Portanto, nesse modelo a população cresce indefinidamente, pois não há dependência da densidade, isso implica que não há limitação de recursos para o crescimento da população e que não ocorre competição intraespecífica.[16]

- Crescimento Logístico
  - Na natureza há fatores que interferem o crescimento populacional, destacando-se as taxas de natalidade e mortalidade, as quais dependem da densidade ( tamanho da população). No modelo logístico temos a equação de Verhulst-Pearl.
  - dN / dt = rN(1− N / K)
  - Nessa equação, a população para de crescer quando r é igual a zero ou N é igual a zero, mas também quando N = K (capacidade suporte).
  - Capacidade suporte, refere-se a densidade populacional que apresenta um equilíbrio estável.[17]

## Demografia
A demografia é o estudo da dinâmica da população humana. O termo se origina das palavras gregas demo= povo; grafia= descrição.
População relativa, densidade populacional ou densidade demográfica é a relação entre o número de habitantes e a área do território onde se distribuem, geralmente expressa em habitantes por quilômetro quadrado. Uma área é superpovoada quando as necessidades da população excedem ou ameaçam a capacidade de suporte do meio ambiente, considerando, por exemplo, a disponibilidades de recursos naturais.
As populações são estudadas por um conjunto variado de disciplinas e sob múltiplos aspectos (dinâmica populacional, distribuição por sexo e faixa etária, nível de instrução, comportamento reprodutivo, mortalidade, natalidade imigração etc.) e com diversas finalidades.

### Indicadores demográficos
- Crescimento demográfico ou populacional é a variação do número de indivíduos de uma população, em um dado período de tempo.

{\displaystyle \mathrm {\ Crescimento\ populacional} ={\mathrm {Pop.\ final} \ -\ \mathrm {Pop.\ inicial} }} (em números absolutos)
{\displaystyle \mathrm {\ Crescimento\ populacional} ={\frac {\mathrm {Pop.\ final} \ -\ \mathrm {Pop.\ inicial} }{\mathrm {Pop.\ inicial} }}} (em número índice)
{\displaystyle \mathrm {Taxa\ de\ crescimento\ populacional} =\mathrm {Crescimento\ pop.} \times 100\%} (em percentagem)
O crescimento populacional contém um componente vegetativo ou natural (diferença entre nascimentos e óbitos) e um componente migratório (diferença entre a entrada e a saída de pessoas de um território). Se há redução da população, pode-se dizer também que houve crescimento negativo (taxas de crescimento negativas). As taxas de crescimento podem ser declinantes, embora positivas. Isto significa que a população está crescendo menos (não está diminuindo).
- Fertilidade é o número de mulheres que podem ter filhos dentro de uma determinada área.
- Fecundidade é o número de filhos por mulher.